# Lovatnet
Lovatnet (także Loenvatnet) – jezioro w gminie Stryn, w okręgu Vestland (do 2019 r. Sogn og Fjordane) w południowo-zachodniej Norwegii.

## Położenie
Jezioro leży ok. 2 km na południowy zachód od masywu Skåla. Woda zasilająca jezioro spływa z okolicznych gór; pochodzi zwłaszcza z lodowców Jostedalsbreen i Tindefjellbreen. Bezpośrednio do jeziora spada woda z kaskadowego wodospadu Ramnefjellsfossen o łącznej wysokości 818 m, zaliczanego do najwyższych wodospadów na Ziemi. Jezioro odwadnia rzeka Loelva, uchodząca do fiordu Nordfjorden. Ok. 2 km na północny zachód od jeziora leży miejscowość Loen, a ok. 6 km na zachód od niego – miejscowość Olden.

## Charakterystyka
Lovatnet wypełnia głęboką, wąską dolinę, stanowiąc położone na wyższym piętrze przedłużenie jednej z odnóg Nordfjorden. Ma powierzchnię 10,49 km², maksymalną długość 11,5 km i szerokość do 1,5 km. Lustro wody w jeziorze znajduje się na wysokości 52 m n.p.m., a jego maksymalna głębokość wynosi 138 m – dno jeziora jest więc kryptodepresją.

## Historia

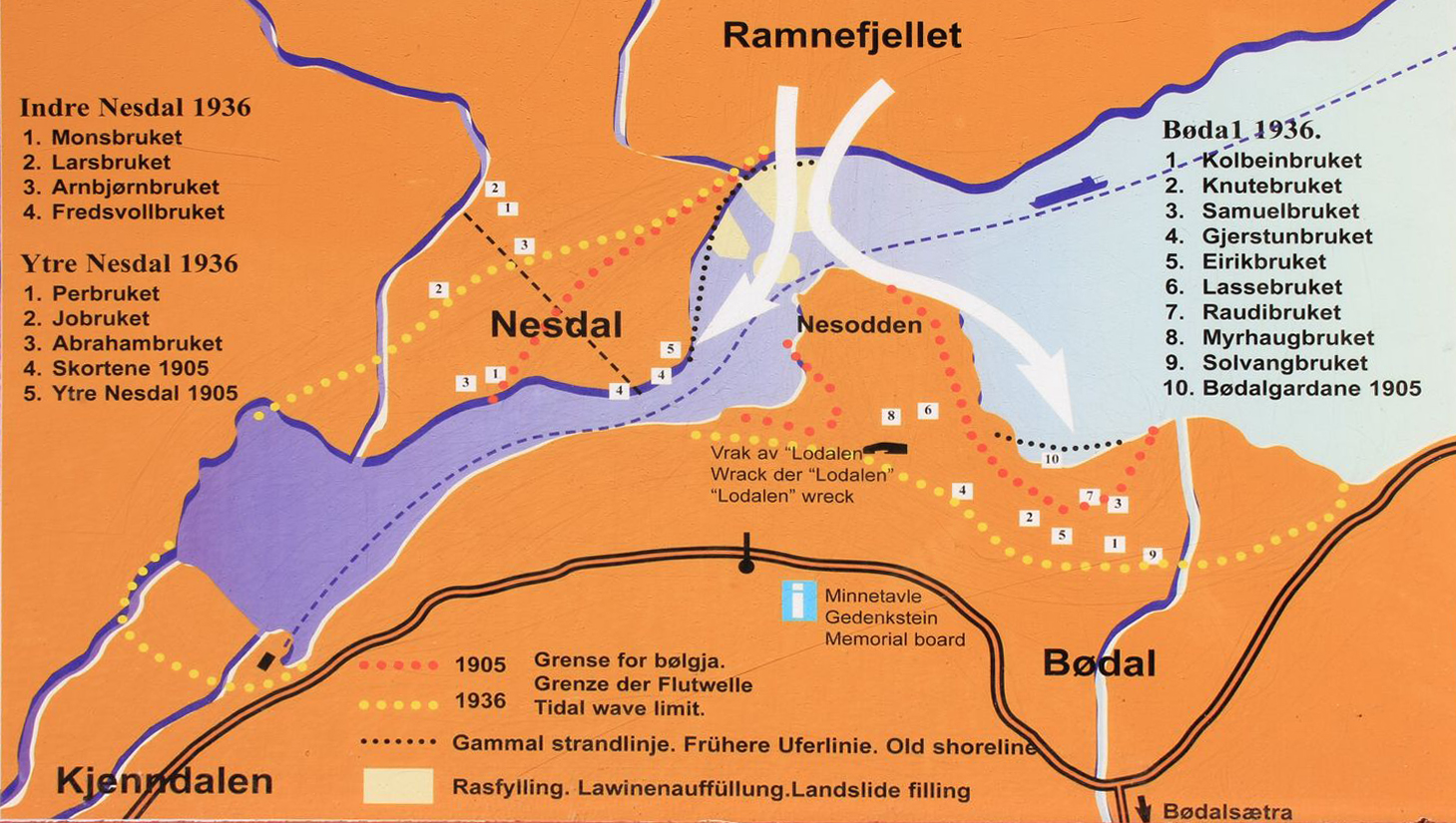
Zasięg fal tsunami z lat 1905 i 1936 i spowodowanych nimi zniszczeń

Jezioro znane jest z dwóch katastrof, spowodowanych obrywaniem się stoku góry Ramnefjellet (1493 m n.p.m.), wznoszącej się nad południowym krańcem jeziora. 15 stycznia 1905 r. część góry, według szacunków około 870 tys. ton głazów i kamieni, zsunęło się z wysokości ok. 500 m prosto do Lovatnet. Wywołało to na jeziorze falę tsunami wysoką na około 40 metrów. Jeden ze statków turystycznych pływających wówczas po jeziorze, o nazwie “Lodalen”, został wyrzucony przez wodę aż 350 metrów w głąb lądu. Dwie osady położone nad południową częścią jeziora, Nesdal oraz Bødal, zostały zmiecione z powierzchni ziemi. Mieszkało w nich łącznie 61 osób, z czego tylko 9 przeżyło katastrofę. Ciał większości nie odnaleziono, prawdopodobnie spoczęły na dnie jeziora Lovatnet. Pomimo tej wielkiej tragedii odbudowano gospodarstwa i starano się żyć dalej. Na pamiątkę tragicznych wydarzeń w miejscowości Nessoden wzniesiony został pomnik.
Kolejna tragedia zdarzyła się 13 września 1936 r., o godzinie 5 rano. Tym razem z Ramnefjellet, z wysokości ok. 800 m, oderwała się część góry o objętości około miliona m³. Wywołało to jeszcze większą i jeszcze bardziej niszczycielską falę tsunami o wysokości 70 m. Tym razem zginęły 74 osoby. Po wydarzeniach z 1936 roku okolica pozostała już trwale niezamieszkana.
Obie te katastrofy znane są pod norweską nazwą Lodalsulykkene. Na trasie wokół jeziora znajdują się tablice informacyjne oraz miejsce, poświęcone pamięci tych, którzy w tym miejscu zginęli. Jest tam m.in. tablica z imionami i nazwiskami wszystkich 135 ofiar osuwisk. Ślady tragedii, w tym m.in. pozostałości po domach, wrak statku wyrzuconego na brzeg, można zobaczyć do dzisiaj. Przypomina o niej postawiony tu wielki krzyż.